# Hortensia Fussy
Hortensia Fussy (* 25. März 1954 in Graz; Künstlername: Hortensia) ist eine österreichische Bildhauerin.

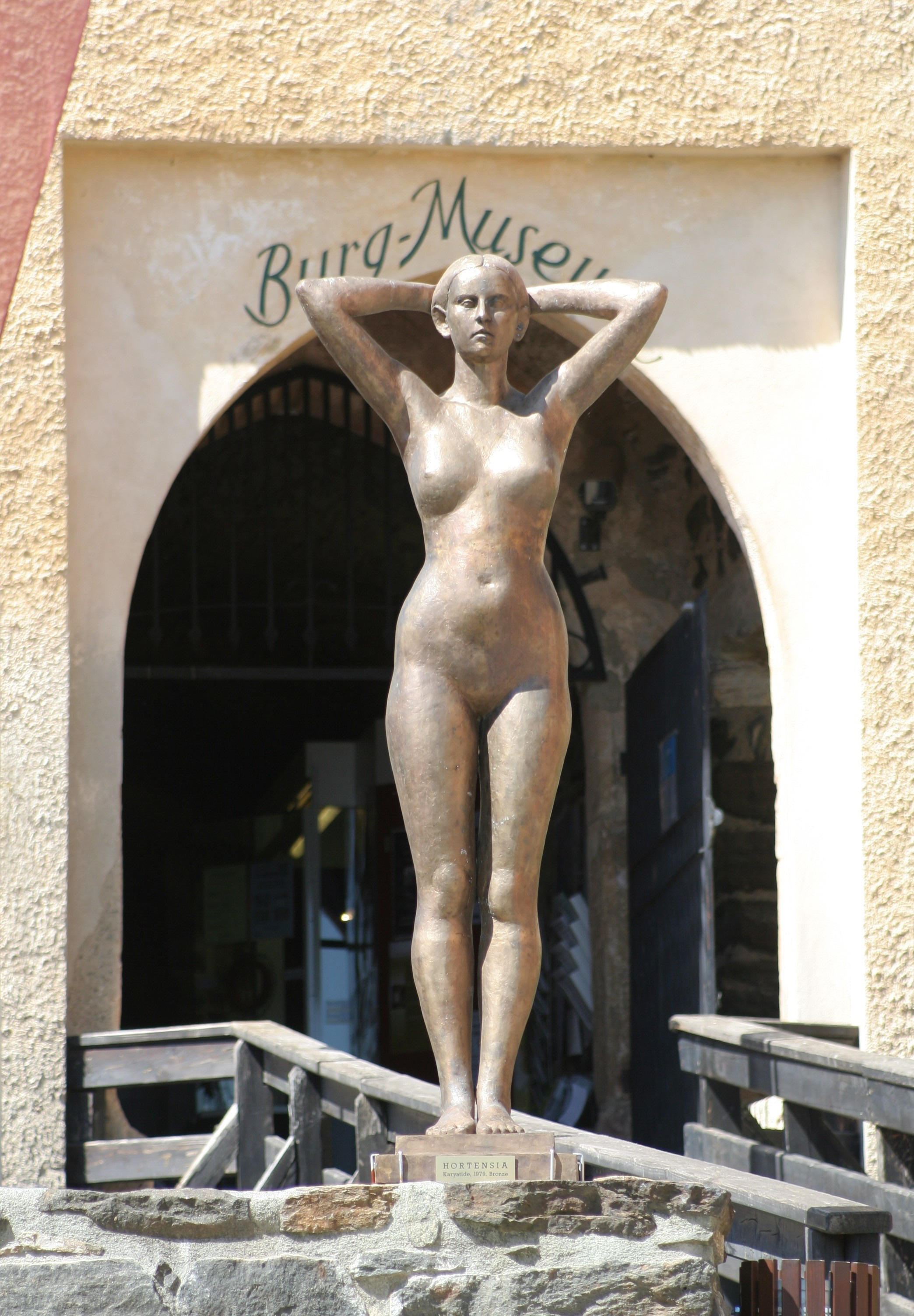
Hortensia: Karyatide, 1977–1983. Burg Deutschlandsberg

## Leben
Hortensia studiert von 1970 bis 1972 Bildhauerei an der Kunstgewerbeschule Graz bei Josef Pillhofer und von 1972 bis 1975 an der Akademie der bildenden Künste Wien bei Fritz Wotruba. Sie war seine letzte Schülerin. Seit 1975 ist sie freischaffende Künstlerin. Erstausstellung 1984 in der legendären Galerie Würthle, seither zahlreiche Einzelausstellungen in Europa, USA, Afrika. Von 2003 bis 2012 führt sie die Zeichenschule Hortensia für Figur und Landschaft, Bad Gams, Weststeiermark.
Am 2. Mai 2015 eröffnet sie in Bad Gams, Weststeiermark, das Skulpturenhaus Hortensia. Als permanente Ausstellungsstätte beherbergt es Skulpturen aus allen Schaffensperioden. Der Werkraum für Skulptur und der Zeichenraum befinden sich gegenüber.
Für ihr „umfangreiches künstlerisches Schaffen“ wurde ihr im Jahr 2019 von Bundespräsident Alexander Van der Bellen das Goldene Ehrenzeichen für Verdienste um die Republik Österreich verliehen und dieses am 26. November 2019 von Landeshauptmann Hermann Schützenhöfer überreicht.

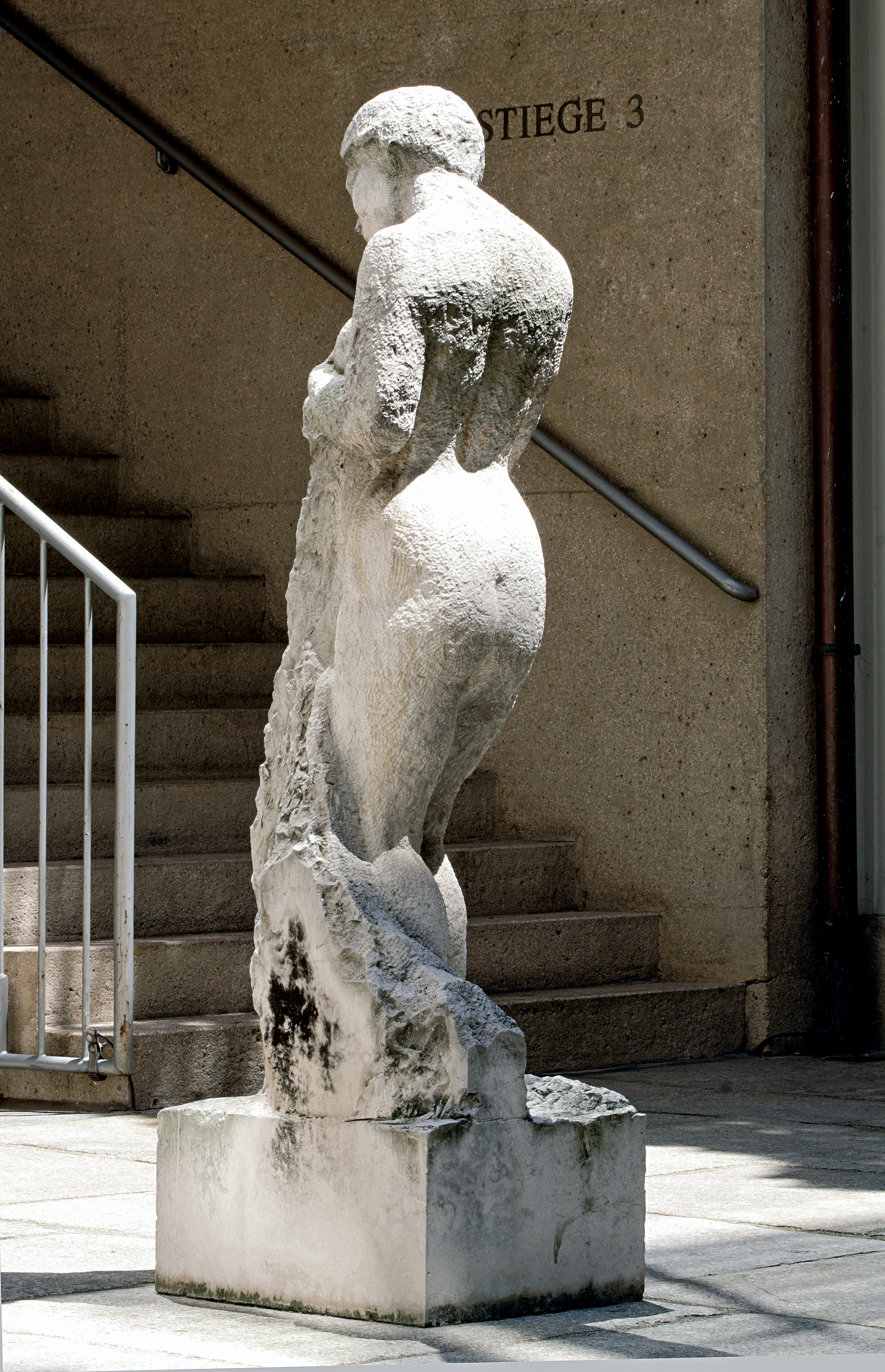
Hortensia: Hommage à Courbet, 1988–95. Palais Harrach, Wien

## Künstlerische Tätigkeit
Im Mittelpunkt des Werks der österreichischen Bildhauerin, Zeichnerin und Malerin Hortensia steht die menschliche Figur. „Ihre bildhauerische Arbeit steht in der Tradition der klassischen Moderne. Sie schafft moderne klassisch-figurative Arbeiten, die sich durch Formreduktion und Strenge, fallweise Archaik, absolute technische Sicherheit und volle Beherrschung der künstlerischen Mittel auszeichnen. Ihr Oeuvre ist eine wichtige Position österreichischer figürlicher Bildhauerei.“
„Hortensia Fussy setzt eine Entwicklungslinie der Bildenden Kunst in Österreich fort, an deren Anfang man Gustav Klimt und Egon Schiele setzen kann und die von Künstlern wie dem Maler Herbert Boeckl und dem Bildhauer Josef Pillhofer weitergeführt wurde. Der größte Einfluss auf Hortensia Fussys künstlerischen Werdegang dürfte aber von ihrem Lehrer, dem bedeutenden österreichischen Bildhauer Fritz Wotruba, ausgegangen sein.“

Hortensia: Grosse Form Daria, Bronze, 2018–2019

## Skulpturen gegen den Trend
Durch ihr konsequentes Bemühen, der Qualität der Form den höchsten Stellenwert innerhalb ihrer künstlerischen Arbeit zuzuordnen, stellt sich Hortensia bewusst gegen den vorherrschenden Kunsttrend: „Wie ihre beiden großen Lehrer geht sie wieder einen Schritt weiter, denn ihre Skulpturen zeigen nicht mehr eine Bruchlinie zwischen reiner Form und Naturstudium auf. Konsequent eigenwillig und frei von kurzlebigen Trends ist ihre Herangehensweise. Hortensia schafft klassisch-figurative Arbeiten, die streng komponiert und klar wirken und deren Zauber und Sinnlichkeit vorrangig durch einen Aspekt bestritten wird: der Harmonie von Form und Natur. Gegenstand der Darstellung ist vorwiegend die menschliche Figur, das Königsmotiv unter allen bildnerischen Darstellungen. Auseinandersetzen mit den menschlichen Daseinsformen: Gehen Stehen, Sitzen, Liegen, der Dynamik und Ruhe. In einem durchaus sehr langen Schaffungs- und Entwicklungsprozess formt sie ihre Skulpturen von ansprechender Einheit, ihre Arbeiten sind frei von Verfremdung, Irritation oder anderen Störfaktoren. Sie berühren durch ihre Kraft und die Art und Weise, wie sie den Raum sitzend, stehend oder liegend für sich einnehmen.“
In einer frühen Arbeitsphase „räumt Hortensia in ihrem Werk dem Aufbruch in die dritte Dimension einen besonderen Platz ein, der den gewohnten Konnex von gezeichneter Vorstudie und ausgeführter Skulptur übersteigt. Mit Skulpturen nach Bildern von Piero della Francesca, Francisco de Goya, Albrecht Dürer, Jan Vermeer oder Gustave Courbet hat sie diesen Weg der ‚Verräumlichung‘ Anfang der 1980er Jahre beschritten“, u. a. mit der Figur nach Goya, 1980; Figur nach Dürer, 1981; Hommage a Courbet, 1988–95.
Immer ist die Form das zentrale Thema von Hortensia und Ausgangspunkt ihrer künstlerischen Arbeit. „Unter der Überschrift Form und Figur befasst sich Hortensia mit einigen Grundsätzen, nach denen sich das von den Augen aufgenommene Wahrnehmungsmaterial ordnet, um vom menschlichen Geist erfasst werden zu können“ Im Zusammenspiel beider Begriffe erschließt sich ein Zugang zu Hortensias ästhetischem Imperativ: „Erdig, zentriert, sinnlich und maßvoll sollen meine Figuren sein!“ „Hier geht es darum, dass das Negative, das Positive, dass die Rundung, die Waagrechte, die Horizontale, die Diagonale, also wesentliche Raumdimensionen, die ja letztlich auch unser Sehen bestimmen, beim Betrachter die Sicht auf die Dinge verändern können.“„Für diesen Prozess steht etwa die Skulptur Große Form Daria. Die weibliche Figur lebt von den reduzierten, kristallinen Formen. Dominant in Bronze im Freiraum aufgestellt, genügt sie sich selbst. Sie ist frei von allen gedanklichen und inhaltlichen Resten, von Raum und Zeit, aller Verpflichtungen entledigt, mit Ausnahme der Gesetzlichkeit der Form: eine Weltsprache der Kunst!“
Von 2002 bis 2010 führt die Künstlerin eine Ausstellungsserie unter dem Titel „Form und Figur“ durch, unter anderem im Steirischen Feuerwehrmuseum, 2002; Bratislava, 2003; Washington, 2004; Moskau, 2008; Burg Deutschlandsberg, 2009–2010.

## Permanent ausgestellte Werke (Auswahl)
- Denkmal Präsident Rudolf Sallinger, Rudolf Sallinger Platz, Wien
- Karyatide, Burg Deutschlandsberg
- Figur nach Goya, Sammlung Vienna Insurance Group, Ringturm Wien
- Hommage a Courbet – Palais Harrach, Wien (bis 2014), seither Rathausplatz Deutschlandsberg
- Muse3 (nach Correggio) – Langenzersdorf Museum (vormals Hanak-Museum)
- Denkmal Commendatore Reinhold Purr – Steirisches Feuerwehrmuseum
- Kopf-Raum-Gruppe – Stadtgemeinde Deutschlandsberg
- Christine-Lavant-Statue – St. Stefan (Gemeinde Wolfsberg)

## Das grafische Werk

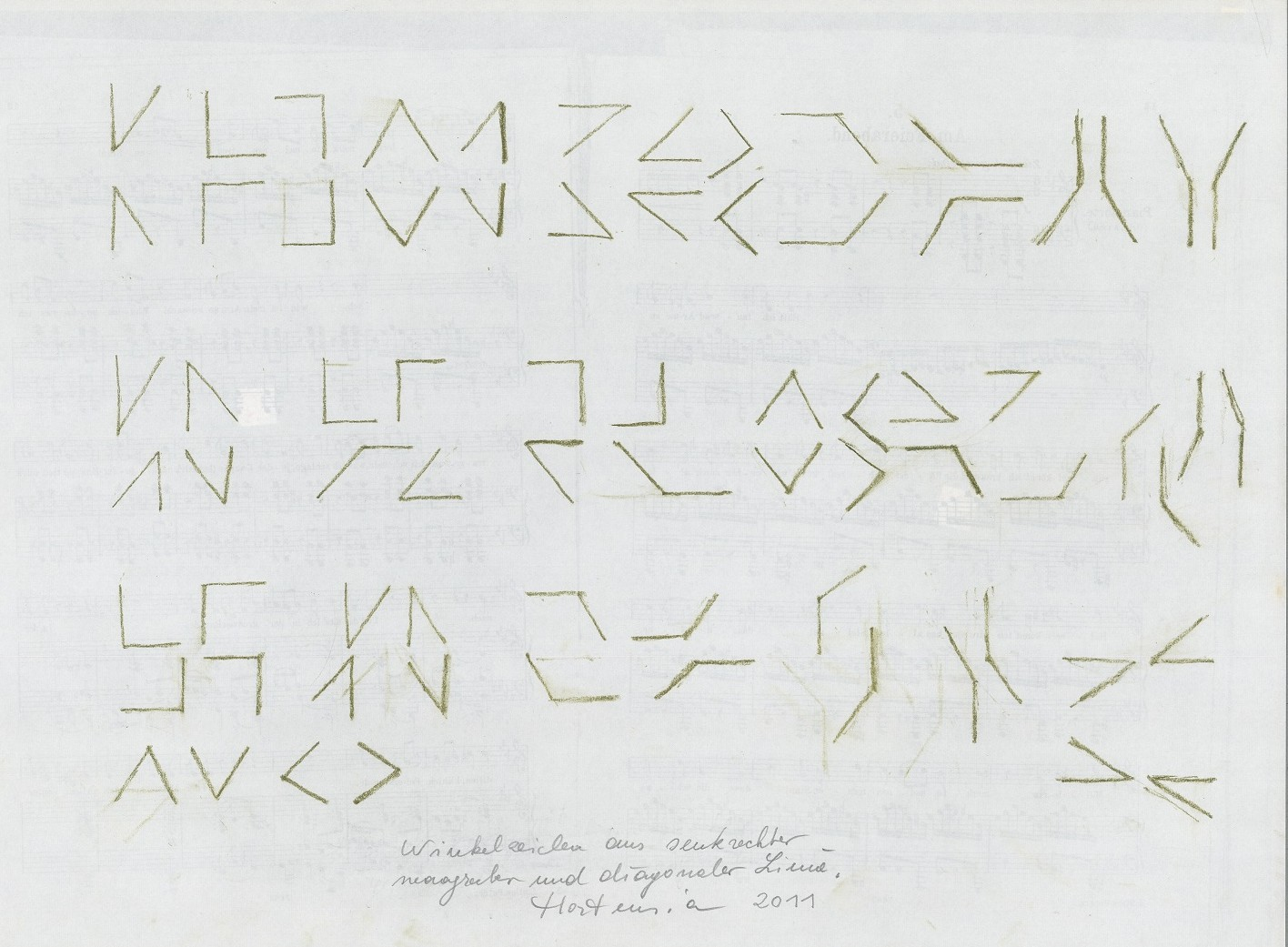
Hortensia: das Bildnerische Alphabet

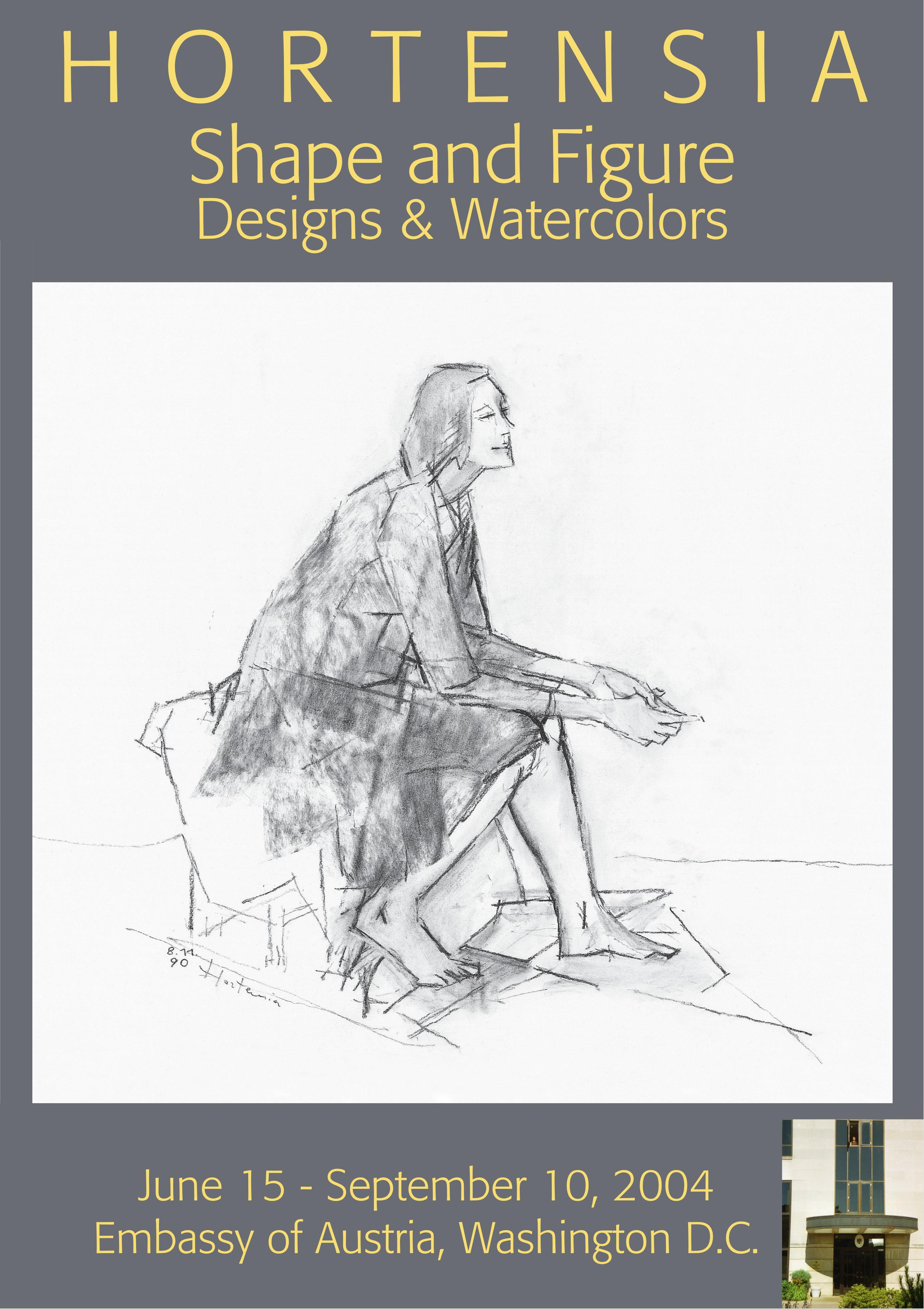
Plakat der Ausstellung in Washington D.C.

Seit 1969 entstehen Zeichnungen. Ihr graphisches Werk ist umfangreich und qualitativ hochwertig: „Vor allem aber ist ihre Art zu zeichnen, Grafismen stehen zu lassen, Striche zu sinngebenden Linien auszuführen, ohne ihnen Bedeutung anzulasten, mit Schraffuren Helligkeit zu betonen und Dunkelheiten zu entwickeln, konkurrenzlos.“ „Die Linie, die Hortensia zeichnet, tastet sich den Grenzen des Motivs entlang, und ihre Abstraktionskraft klärt die Formationen. „Natur“ und menschliches Werk greifen ineinander und heben sich gegenseitig hervor. Das Licht wird Farbe: Abstrahiert die Linie Gestalten, so haucht die Farbe der Abstraktion sinnliches Leben ein.“
Parallel zum plastischen Werk (Skulpturen, Aktzeichnungen) entstehen während zahlreicher Reisen in Europa und Afrika Zyklen von Zeichnungen und Aquarellen als Raumbilder von Landschaften, Gebirgsstöcken und Architekturen (u. a. Landschaftszyklus Spanien (1983–1985), Toskana und Umbrien (1987–1990), Portugal (1997), Dalmatien (1999–2002), Ägypten (2000), Sizilien (2002), Italienische Dolomiten (2003–2018)).
Aktzeichnungen, Architekturzeichnungen und Aquarelle werden in ihren Ausstellungen unter dem Titel „Form und Raum“ gezeigt, zuletzt 2018 im Steinernen Saal des Grazer Landhauses.
„Hortensias Figuren schaffen der Schönheit eine Oase, nicht als Fluchtpunkt, sondern als Ausdruck von Klarheit und Erkenntnis. Hortensia ist als Zeichnerin und Bildhauerin diesen Werten verpflichtet. Es geht ihr um die sinnliche Erfahrung von Wirklichkeit, unter der Einschränkung, dass nur der Einsatz eindeutiger bildnerischer Mittel die Voraussetzung schaffe, das sinnliche Erlebnis künstlerisch umzusetzen. Die Künstlerin versucht, das ihr wesentlich Erscheinende aus der Fülle der Eindrücke herauszulösen. Es ist ein Prozess des Weglassens, der Reduzierung, eine Auswahl, die ausscheidet, was die unsichtbare Ordnung schwächen würde, und aufgreift, was geordnet werden kann - denn nur dieser schmale Grat ist ihr wesentlich, wo bildhafte Ordnung und bildnerischer Geist zusammentreffen.“
Hortensias Arbeiten zugrunde liegt die konsequente Anwendung des von ihr selbst in dieser Klarheit entwickelten Bildnerischen Alphabets. „Die bewusste Verwendung des bildnerischen Alphabets, als Zusammenfassung von 24 Winkelverbindungen aus Kombination einer senkrechten, waagrechten oder schrägen Linie, wird bei ihr zu einem Zeichenverfahren für das Erfassen gegebenen Raumes.“ Somit sind diese Bildzeichen eine Art Schrift zur Umsetzung von anschaulicher Realität in das Bildwerk. Das bildnerische Alphabet wurde in dem Buch Hortensia – Form und Raum (2014) dokumentiert.
„Hortensia hat ihre eigene Vorstellung der menschlichen Figur als Neuorientierung entwickelt: Das macht ihr Œuvre modern und zeitlos zugleich.“

## Auszeichnungen
- 1987: Theodor-Körner-Preis
- 1999: Liesl Bareuther Award, Künstlerhaus Wien
- 2014: Großes Ehrenzeichen des Landes Steiermark
- 2019: Goldenes Ehrenzeichen für Verdienste um die Republik Österreich

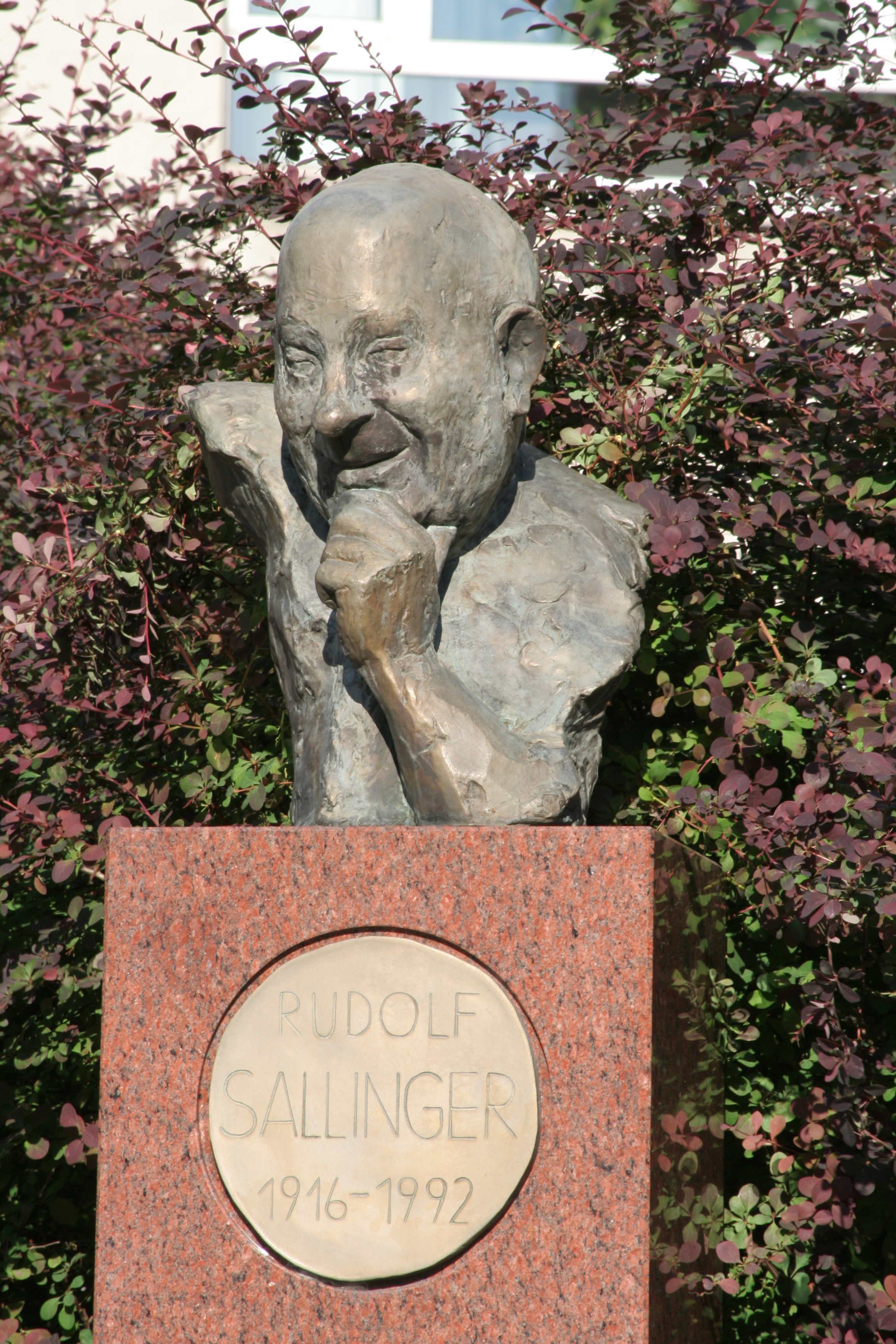
Hortensia: Denkmal von Präsident Rudolf Sallinger, 1996

## Einzelausstellungen (Auswahl)
- 1984: Galerie Würthle, Wien, Österreich
- 1990: Galerie Norbert Blaeser, Düsseldorf, Deutschland
- 1996: Neustädter Rathaus, Prag, Tschechische Republik
- 1997: Internationales Festival Sarajevo Winter, Bosnien & Hercegovina
- 1998: Forum Lagos 1998, Portugal
- 1998: Kulturhaus, Graz, Österreich
- 1999: UKV Saarbrücken, Deutschland
- 2001: Cairo Opera Art Gallery, Ägypten.
- 2002: Form und Figur, Steirisches Feuerwehrmuseum Groß St. Florian, Österreich
- 2004: Österreichische Botschaft, Washington, USA
- 2008: Central House of Artists, Moskau, Russland
- 2009–2010: Museum Archeo Norico, Burg Deutschlandsberg, Österreich
- 2011: Skulpturen und ihre Blickwinkel, Universität Graz, UZT, Österreich
- 2014: Form und Raum, Museum Archeo Norico, Burg Deutschlandsberg, Österreich
- 2016: Form und Raum, Langenzersdorf Museum (vormals Hanak-Museum), Österreich
- 2018: Grazer Landhaus, Steinerner Saal
- 2023–2024: Der Atem der Bronze, Werner-Berg-Museum, Skulpturengarten